# Tres Hombres (Schiff)
Die Tres Hombres ist ein ehemaliger Kriegsfischkutter (KFK), der nach über 60 Jahren zum Frachtsegler umgebaut wurde und seit Ende 2009 einen klimaneutralen Frachtdienst zwischen Europa und dem amerikanischen Kontinent unterhält.
Die Kriegsfischkutter wurden als größte Serie im Auftrag der deutschen Kriegsmarine ab 1942 als Kriegs-Hilfsschiffe gebaut und sollten im Frieden als Fischkutter verwendet werden. Von über eintausend in Auftrag gegebenen Einheiten wurden 612, teilweise im Ausland, gebaut.

## Geschichte
Dieses Exemplar eines Kriegsfischkutters (KFK) hatte 1943 die Burmester Werft in Swinemünde gebaut. Im Jahr 1944 erstmals gesunken, wurde der KFK nach dem Heben 1945 im Oslofjord als Minensuchboot eingesetzt. Nach dem Ende des Zweiten Weltkriegs wurde er zum Fischkutter umgebaut und war unter anderem als Seeadler an der Kieler Förde beheimatet. 1979 erfolgte der Verkauf nach Irland, um dort bis 1984 als Fähre zwischen Rossaveel und den Aran-Inseln eingesetzt zu werden. Der 1985 gesunkene und geplünderte Kutter wurde gehoben und 1986 nach Delft geschleppt und dort 2007 von den heutigen Besitzern entdeckt.
Die Linien des Unterwasserschiffs wurde 1935 von der Firma Maierform durch Versuche im Schlepptank entwickelt. Der Rumpf besteht aus Stahlspanten beplankt mit Nadelholz. Der Kiel und die Steven bestehen aus Eichenholz. Als KFK höherer Seriennummer weist das Exemplar ein Spiegelheck auf.
In Den Helder, Niederlande, wurde der Rumpf restauriert, umgebaut und als Schonerbrigg getakelt. Die motorische Antriebsanlage wurde komplett entfernt und aus dem Maschinenraum entstand der Offiziersraum. Im Dezember 2009 unternahm die Tres Hombres ihre Jungfernfahrt zum Klimagipfel nach Kopenhagen. Sechs Photovoltaikmodule und zwei kleine Windgeneratoren liefern Elektrizität für die nautischen Geräte und Beleuchtung.

## Konzept
Die drei Männer (spanisch tres hombres) Andreas Lackner (* 1976 in Österreich, war Aktivist für Greenpeace, arbeitete auf Großseglern), Arjen van der Veen und Jorne Langelaan lernten einander auf Segelschiffen kennen und entwarfen gemeinsam das Konzept für einen emissionsfreien Frachtdienst über See. Als Pilotprojekt soll die Tres Hombres die Marktnische Fairtransport ausbauen und deren wirtschaftliche Lebensfähigkeit beweisen.
Die Tres Hombres fährt in jedem Jahr über den Atlantik. Das Schiff startet im Oktober in den Niederlanden, lädt Stockfisch in Norwegen, Wein in Frankreich und Olivenöl in Portugal. Die Route führt dann zum brasilianischen Belém, wo Wein und Olivenöl entladen und im Gegenzug Kaffeebohnen und andere fair gehandelte Produkte aus dem Amazonasbecken geladen werden. Auf der Rückreise läuft die Tres Hombres für Rum und Kakaobohnen am Rand der Karibik unter anderen die Antilleninsel Grenada und die Dominikanische Republik an. Auf dem Weg zurück nach Europa können auf den Azoren Fischkonserven geladen werden.
Die Tres Hombres hat einen 55 Kubikmeter großen Frachtraum für 20 Europaletten und trägt 35 t Nutzlast. Neben den Kojen für die siebenköpfige Besatzung gibt es eine Kabine für zwei Passagiere sowie eine große Kabine im Vorschiff für acht Trainees. Zur Unterstützung wird ein Dingi mit Außenbordmotor mitgeführt.

## Weitere Schiffsdaten
- 3,5 m Tiefgang (beladen)
- 21 m Masthöhe
- 124 (128) t Verdrängung, beladen (metrische Tonnen)
- typisches Etmal sind 100 sm, max. 235 Seemeilen
- Mannschaft: Kapitän, zwei Rudergänger, ein Bootsmann, zwei Matrosen und ein Koch
- Stromgenerator mit Verbrennungsmotorantrieb, läuft mit recyceltem Frittierfett

Klassifizierung als Sailing General Cargo (ship not propelled by mechanical means)
Klassifizierungsgesellschaft IRS (International Register of Shipping)
Eigentümer: Partenrederij Tres Hombres S.A., Panama, Republik Panama; mit Büro in Den Helder, Niederlande